# Ricardo Sanzol
Ricardo Sanzol Goñi, né le 8 avril 1976 à Pampelune en Espagne, est un footballeur espagnol évoluant au poste de gardien de but.

## Biographie
Ricardo Sanzol joue principalement en faveur du CA Osasuna, son club formateur. Avec cette équipe, il dispute 92 matchs en première division.